# Riddim
Riddim je riječ iz jamajčanske patwe (patoisa, kreolštine) a predstavlja patwanski izgovor engleske riječi ritam. No, u dancehall/reggae nazivlju, taj se pojam odnosi na instrumentsku pratnju pjesmi. Stoga se dancehall pjesma sastoji od riddima i "voicinga" (vokalne dionice) koju pjeva MC. Rezultirajuća struktura pjesme običnim obožavateljima dancehalla može izgledati nešto uobičajeno, pa ju ne primjećuju kao nešto posebno. U stvarnosti jedinstvena je na više načina. Ako određeni riddim postane popularan, može biti korišten u desetcima, možda čak stotinjak pjesama, ne samo na snimkama, nego i na izvedbama uživo.

## Vanjske poveznice
- Riddim na Open Directory Projectu
- Podatkovna baza o riddima na Jamworld876.net
- Riddimbase - Dancehall & Reggae Riddim Database & Search Engine  Arhivirana inačica izvorne stranice od 24. listopada 2007. (Wayback Machine)
- Podatkovna baza riddima  Arhivirana inačica izvorne stranice od 23. svibnja 2012. (Wayback Machine) na Frenkieh.com
- Riddimguide
- Jamajčanski direktorij riddima  Arhivirana inačica izvorne stranice od 4. travnja 2008. (Wayback Machine)